# Hemmelsförde

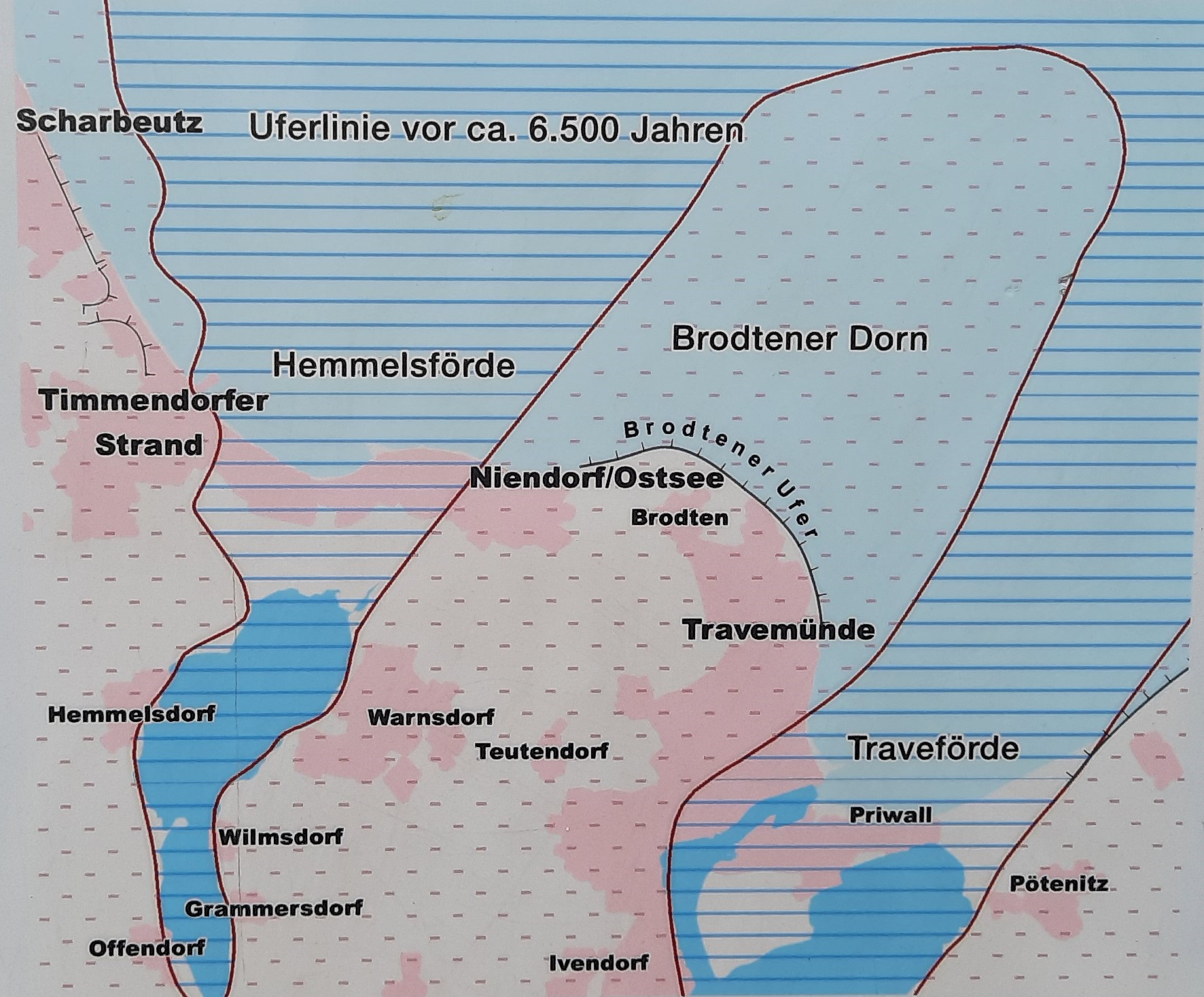
Hemmelsförde, Brodtener Dorn (Brodtener Ufer) und Traveförde

Die Hemmelsförde war eine schmale Meeresbucht an der Lübecker Bucht zwischen Lübeck-Travemünde und Niendorf, nördlich der ehemaligen Brodtener Halbinsel (Brodtener Dorn).
Nach dem Ende des letzten Eiszeitalters vor etwa 15.000 bis 17.000 Jahren, der Weichsel-Kaltzeit, blieb beim Abschmelzen der Gletscher ein langer, halbinselförmiger Geschiebesporn zurück, der sich zwischen zwei Gletscherzungen gebildet hatte. An den Flanken des Sporns gruben die Gletscher bei ihrem Abschmelzen tiefe Täler ein, die zunächst noch trocken waren. Mit dem Meeresspiegelanstieg vor etwa 6500 Jahren, der Littorina-Transgression, füllte sich das Ostseebecken und damit auch die beiden Täler mit Wasser. Westlich des Sporns bildeten sich die Hemmelsförde und östlich die Traveförde aus.

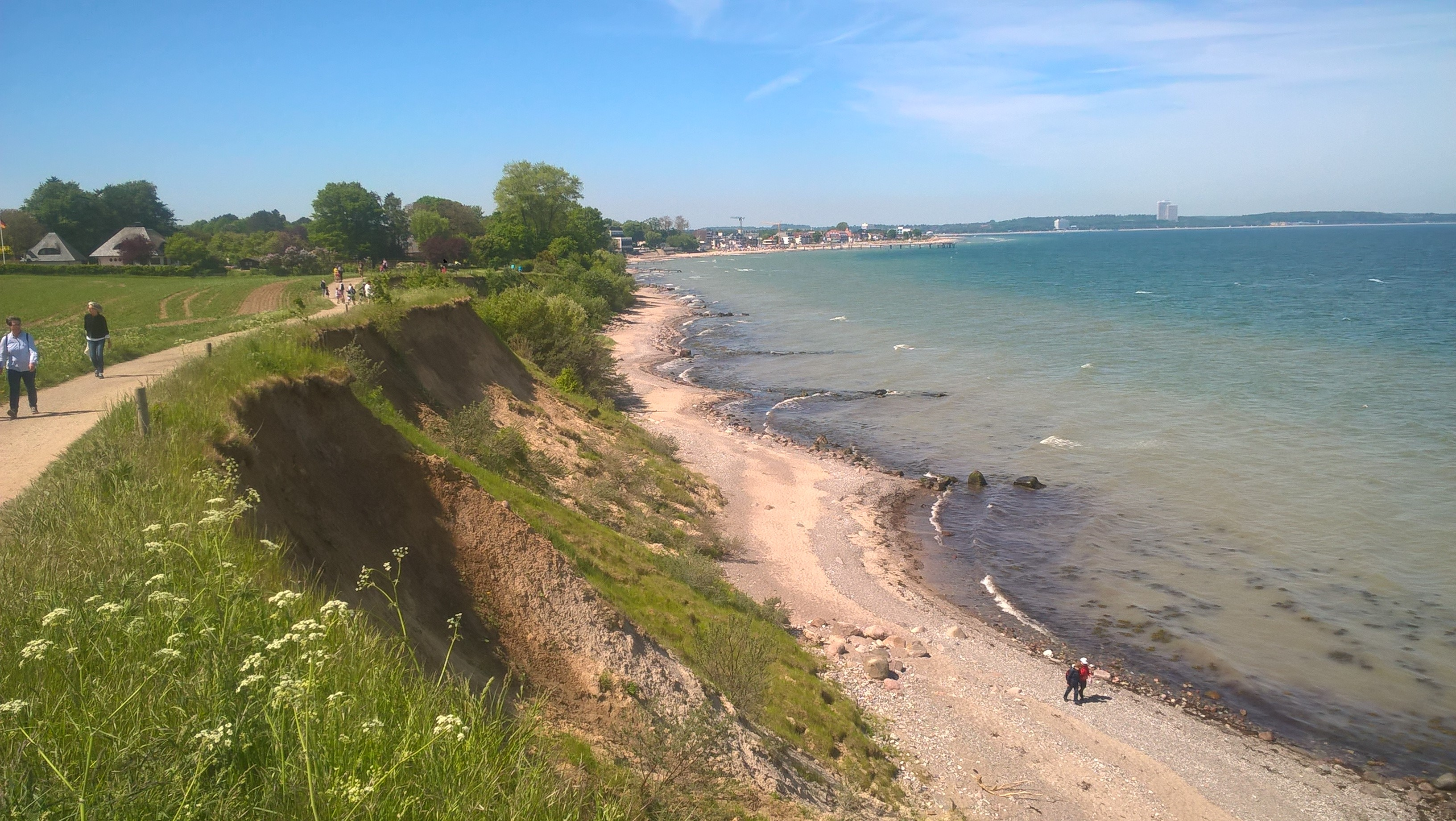
Brodtener Ufer, im Hintergrund Niendorf

Mit der stetigen Abtragung des Brodtener Ufers und durch die Strömung nach Westen verlagerten Sandmassen bildete sich eine Nehrung, die die Förde von der Ostsee abschnitt und damit den heutigen Hemmelsdorfer See bildete. Auf der Nehrung befinden sich heute die Orte Timmendorfer Strand und Niendorf.